# José Balseiros

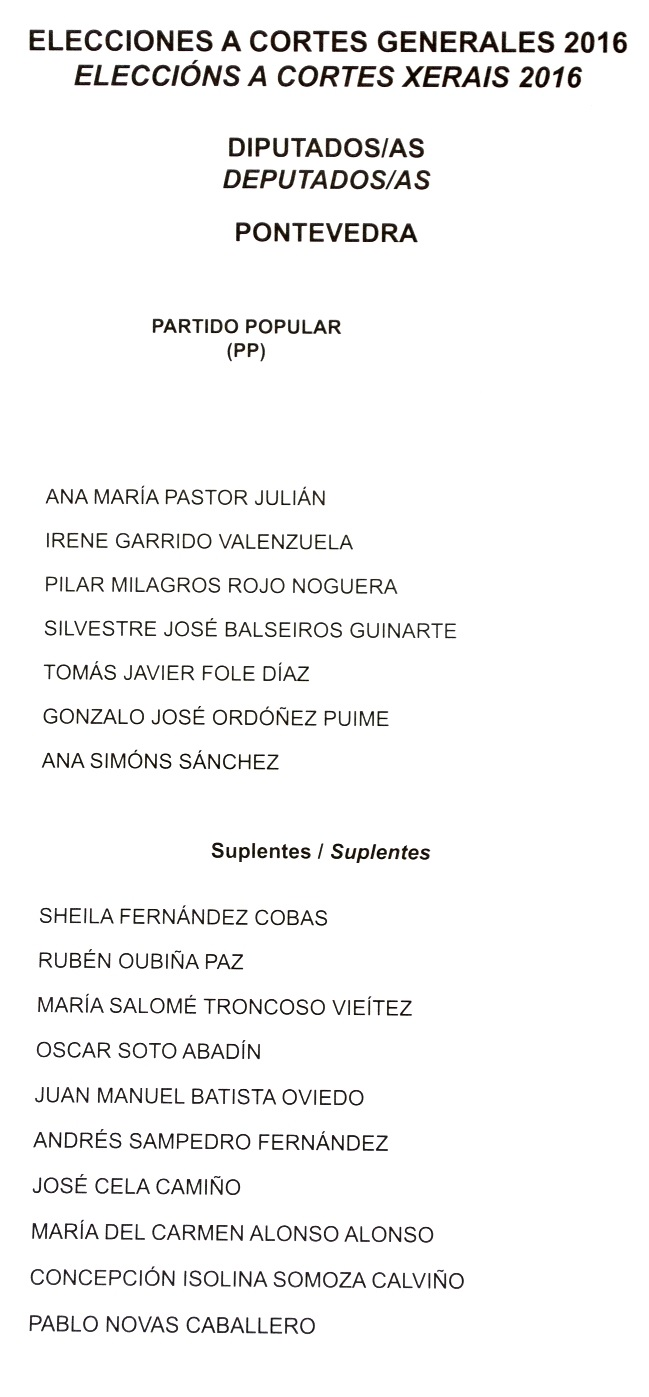
Papeleta de los candidatos del PP al Congreso por Pontevedra, en las Elecciones Generales de 2016.

Silvestre José Balseiros Guinarte (Cerdedo , Pontevedra, 1961) es un político español del Partido Popular de Galicia.

## Trayectoria
Funcionario de la administración local, acabó siendo secretario-interventor del ayuntamiento de Cerdedo. En las elecciones municipales de 2003 fue elegido concejal y nominado 1º Teniente de Alcalde. El 30 de diciembre de 2004 fue elegido alcalde de Cerdedo luego de la renuncia de su suegro José Luis Jorge Caramés. En las elecciones municipales de 2007 se presentó a la alcaldía encabezando la lista del PPdeG. Consiguió el 83% de los votos, convirtiéndose en el alcalde popular más votado de Galicia. Desde 2007 es también diputado provincial en la Diputación de Pontevedra. En noviembre de 2016 tomó posesión como diputado en el Parlamento de Galicia.